# کاواجی توشییوشی
کاواجی توشییوشی (به ژاپنی: 川路 利良 Kawaji Toshiyoshi); ۱۷ ژوئن ۱۸۳۴ – ۱۳ اکتبر ۱۸۷۹) سیاستمدار، و پرسنل نظامی اهل ژاپن بود.